# Tobias Kainz
Tobias Kainz (Feldbach, 31 ottobre 1992) è un calciatore austriaco, centrocampista dell'Hartberg.